# Мышь (рыбалка)

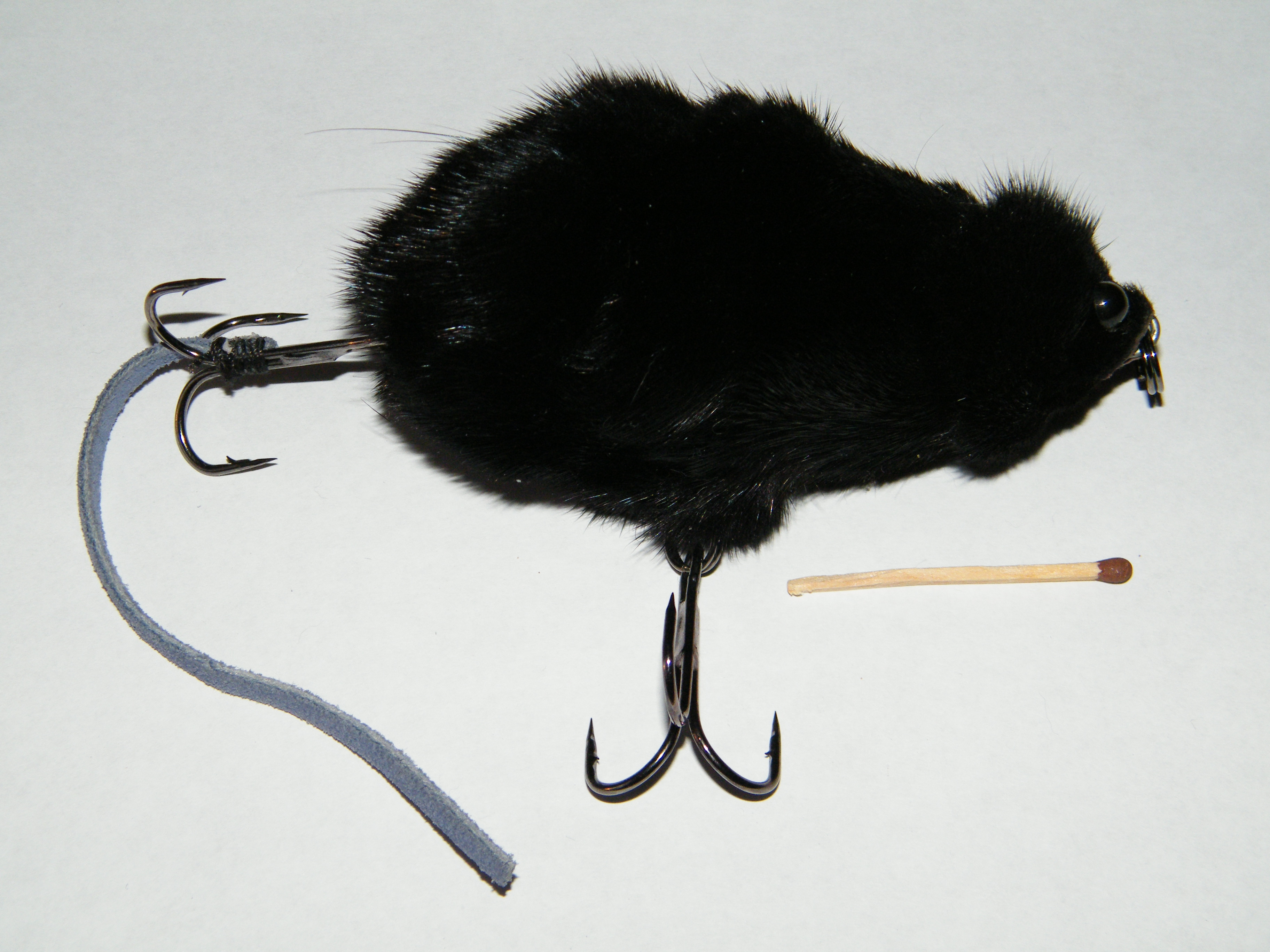
«Мышь»

Мышь — искусственная рыболовная приманка.
По своей форме, размерам и внешнему виду напоминает мышь, которая переплывает реку.
Тело «мыши» изготавливается из древесины или полимерных материалов, имеющих положительную плавучесть.
По осевой линии вдоль тела «мыши» просверливается канал, через который пропускается проволока, образующая два кольца в головной и хвостовой части. К головному кольцу прикрепляется леска, к хвостовому — тройник (тройной крючок). Дополнительный тройник может устанавливаться на «животе мыши».
Снаружи «тело мыши» обтягивается шкуркой, натуральной или искусственной.
«Мышь» используется в качестве искусственной приманки для ловли тайменя на горных реках. На рыбалке «мышь» забрасывают спиннингом и подтягивают к берегу. На «мышь» можно поймать и крупного ленка.